# Bradya (Bradya) proxima
Bradya (Bradya) proxima is een eenoogkreeftjessoort uit de familie van de Ectinosomatidae. De wetenschappelijke naam van de soort is voor het eerst geldig gepubliceerd in 1912 door T Scott.